# Neocouma ternstroemiacea
Neocouma ternstroemiacea là một loài thực vật có hoa trong họ La bố ma. Loài này được (Müll.Arg.) Pierre mô tả khoa học đầu tiên năm 1898.